# This Nation’s Saving Grace
This Nation’s Saving Grace — девятый студийный альбом британской рок-группы The Fall, записанный с продюсером Джоном Лекки и вышедший 23 сентября 1985 года на лейбле Beggars Banquet Records. В UK Singles Chart альбом поднялся до #54.

## История
Летом 1985 года The Fall оказались без Пола Хэнли, который покинул состав по завершении турне 1984 года, а также его брата Стива Хэнли, взявшего отпуск, чтобы после рождения ребёнка заняться делами семьи. В 1985 году в разбалансированный, экспериментирующий состав вошёл музыкант с классическим образованием, Саймон Роджерс, которого познакомил со Смитом хореограф Майкл Кларк. С ним был записан сингл «Couldn’t Get Ahead» / «Rollin' Dany». По возвращении Хэнли Роджерс остался в составе, переключившись с гитары на клавишные.
Отвечая на мнения рецензентов, рассматривавших This Nation’s Saving Grace как альбом мейнстримовский, Смит замечал, что он всего лишь ознаменовал «приближение к идеальному звуку». Смит и The Fall получили «почти симпатизировавшего продюсера» который сумел записать группу, выявив её сильнейшие стороны. Впервые многие смогли впервые услышать группу в студии так, как звучала она на концертах, отмечал Гари Хопкинс. Смит говорил:
Уже в первые годы мы писали песни, в которых рифф базировался на партии ударных, но записать такое было нельзя, потому что господствовала же новая волна и всё такое, и считалось, что ударные должны быть задвинуты вглубь. Ну а Лекки относится к этому так: нужно записывать и то, что умеет бас, и то, что умеют ударные. Никаких эффектов - просто показать то, что всегда есть.Марк Э. Смит, One Two Testing, 1986

## Отзывы критики
Как писал Village Voice, альбом This Nation’s Saving Grace вышел в тот момент, когда казалось, что The Fall сделали (в предыдущем альбоме, The Wonderful and Frightening World of…) резкий поворот от экспериментальной — к вполне доступной широкому слушателю музыке. Но — «вся доступность испарилась в This Nation’s Saving Grace. Если и можно найти этому альбому аналог, то он — где-то в очень трудных (и очень американских) гитарных шумах Swans и Sonic Youth», — продолжал Чак Эдди, автор статьи. Называя «Cruiser’s Creek» (песню об «обреченной вечеринке») своего рода ответом «Death Valley '69», Эдди замечал: «Но эта музыка интереснее, чем большая часть post-No wave-ужаса; под неё, например, можно танцевать».
This Nation’s Saving Grace «…завершил трансформацию, укрепив их способность быть в поп-моменте и далеко вне его одновременно», писал Lollypop, называя пластинку «несомненной классикой».
Альбом, который музыкальные критики считают одним из лучших в истории группы, занимает #46 в списке журнала Spin «100 Greatest Albums 1985—2005». Его CD-версия получила редкую оценку 10.0/10 на портале Pitchfork Media.

### Список композиций
| 1. «Mansion» 2. «Bombast» 3. «Barmy» 4. «What You Need» 5. «Spoilt Victorian Child» 6. «L.A.» | 1. «Gut of the Quantifier» 2. «My New House» 3. «Paintwork» 4. «I Am Damo Suzuki» 5. «To Nkroachment: Yarbles» |  |

### CD/кассета
| - «Mansion» (Brix E. Smith) — 1:21 - «Bombast» (Марк Эдвард Смит, Steve Hanley) — 3:07 - «Barmy» (M. Smith, B. Smith) — 5:20 - «What You Need» (M. Smith, Craig Scanlon) — 4:49 - «Spoilt Victorian Child» (M. Smith, Simon Rogers) — 4:12 - «L.A.» (M. Smith, B. Smith) — 4:09 - «Vixen» (M. Smith, B. Smith) — 4:01 - «Couldn’t Get Ahead» (M. Smith, B. Smith) — 2:35 | - «Gut of the Quantifier» (M. Smith, Karl Burns, Rogers, B. Smith) — 5:15 - «My New House» (M. Smith) — 5:16 - «Paintwork» (M. Smith, Rogers, Scanlon) — 6:38 - «I Am Damo Suzuki» (M. Smith, Burns, B. Smith) — 5:40 - «To Nkroachment: Yarbles» (M. Smith, B. Smith) — 1:23 - «Petty (Thief) Lout» (M. Smith, Scanlon) — 5:20 - «Rollin' Dany» (Joe Stein, Paul Edwards) — 2:25 - «Cruiser’s Creek» (M. Smith, B. Smith) — 4:16 |  |

### Комментарии к песням
- My New House. Песня имела чисто автобиографический характер: на её написание Марка Э. Смита вдохновил новый дом, приобретённый им и женой Брикс в Манчестере[9].
- What You Need. Основу текста составили вариации Смита на тему двух эпизодов сериала Twilight Zone. «Песня ненормальная; но её основная идея состоит в том, что очень много в последнее время появилось людей…, которые разъясняют остальным, в чём те нуждаются. В Америке — особенно. Мне кажется, это страшно»[10], — говорил Марк Э. Смит. При этом в текст вошли и некоторые автобиографические моменты: в числе рекомендуемых «обязательных вещей» упоминаются «видео Игги-Студжа, секс за кабинетами и книга 'Воровство это видение' братьев Копленд» — намёк на руководителя первой записывающей компании группы, Step Forward, не заплатившей The Fall, если верить Смиту, «ни пенни»[8].
- Paint Work. Одна из песен, писавшихся Марком Э. Смитом по мотивам сюжетов его собственных сновидений. «Когда я пишу по сну, я мысленно снова его просматриваю»[10], — говорил автор.
- I Am Damo Suzuki. «Это мой трибьют Can. По-моему, выдающаяся песня. Я месяц назад, кстати, встретил Дамо Судзуки в Германии. Он пришёл к нам на концерт в Кёльне… Он оказался точно каким я его и представлял. Классный. Работает в какой-то компьютерной японской мега-компании в Германии. Вполне счастлив… Он сказал что песня просто великолепна. Она напомнила ему о то времени, когда он был участником Can»[11]. — Марк Смит, из интервью 1989 года.

## Участники записи
- Mark E. Smith — вокал, скрипка, гитара
- Craig Scanlon — гитара
- Brix Smith — гитара, вокал
- Steve Hanley — бас-гитара
- Simon Rogers — клавишные, гитара, бас-гитара
- Karl Burns — ударные; бэк-вокал в «Rollin' Danny»